# Abante (figlio di Poseidone)
Abante (in greco antico: Ἄβας?, Ábas) è un personaggio della mitologia greca. È l'eponimo del popolo eubeo degli Abantidi.

## Genealogia
Figlio di Poseidone e della ninfa Aretusa o di Calcone, fu padre di Calcodonte e Caneto.

## Mitologia
Fu ucciso involontariamente dal nipote Elefenore che era accorso in suo aiuto contro un servitore che lo stava maltrattando.